# Saitis variegatus
Saitis variegatus är en spindelart som beskrevs av Mello-Leitao 1941. Saitis variegatus ingår i släktet Saitis och familjen hoppspindlar. Inga underarter finns listade i Catalogue of Life.